# Fed Cup 2011 – blok A 1. skupiny Americké zóny
Blok A 1. skupiny Americké zóny Fed Cupu 2011 představoval jednu ze dvou podskupin 1. skupiny. Hrálo se mezi 2. až 5. únorem v areálu Tenis Clubu Argentino v Buenos Aires venku na antuce. 
Čtyři týmy se utkaly ve vzájemných zápasech. Vítěz sehrál zápas s vítězem bloku B o účast v baráži Světové skupiny II pro rok 2012. Družstva, která se umístila na třetím a čtvrtém místě nastoupila k utkáním proti stejně umístěným týmům v bloku B a poražení sestoupili do 2. skupiny Americké zóny pro rok 2012. Třetí ze skupiny B se utkal se čtvrtým ze skupiny A a naopak 

## Blok A
|     |           | Argentina | Paraguay | Peru | Bolívie | Zápasy V/P | Sety V/P | Hry V/P | Pořadí |
| 18. | Argentina |           | 1–2      | 3–0  | 3–0     | 2–1        | 15–5     | 109–69  | 1.     |
| 23. | Paraguay  | 2–1       |          | 1–2  | 2–1     | 2–1        | 11–11    | 99–102  | 3.     |
| 47. | Peru      | 0–3       | 2–1      |      | 3–0     | 2–1        | 11–9     | 91–90   | 2.     |
| 53. | Bolívie   | 0–3       | 1–2      | 0–3  |         | 0–3        | 4–16     | 74–112  | 4.     |

- V/P – výhry/prohry

## Zápasy

### Argentina vs. Bolívie
| | Argentina | 3 :                                                                                                | 0    | Bolívie |    |  |
| --- | --------- | -------------------------------------------------------------------------------------------------- | ---- | ------- | -- |  |
| Tennis Club de Argentino, Buenos Aires, Argentina 2. února 2011 antuka (venku) |           | |      |         |    |  |
| \| \| \| \| 1. \| 2. \| 3. \| \| \| -- \| \| -------------------------------------------------------------------------------------------------- \| ---- \| --- \| -- \| \| \| 1. \| \| Florencia Molinerová María Paula Dehezaová \| 6 4 \| 6 3 \| \| \| \| 2. \| \| María Irigoyenová María Fernanda Álvarezová Teránová \| 6 3 \| 6 0 \| \| \| \| 3. \| \| Mailen Aurouxová / Florencia Molinerová María Fernanda Álvarezová Teránová / María Paula Dehezaová \| 7 65 \| 6 1 \| \| \| \| \| \| \| \| \| \| \| \| \| \| \| \| \| \| \| \| \| \| \| \| \| \| \| \| \| \| \| \| \| \| \| \| \| \| \| \| \| \| \| |           | |      |         |    |  |
| |           | | 1.   | 2.      | 3. |  |
| 1. |           | Florencia Molinerová María Paula Dehezaová                                                         | 6 4  | 6 3     |    |  |
| 2. |           | María Irigoyenová María Fernanda Álvarezová Teránová                                               | 6 3  | 6 0     |    |  |
| 3. |           | Mailen Aurouxová / Florencia Molinerová María Fernanda Álvarezová Teránová / María Paula Dehezaová | 7 65 | 6 1     |    |  |
| |           | |      |         |    |  |
| |           | |      |         |    |  |
| |           | |      |         |    |  |
| |           | |      |         |    |  |
| |           | |      |         |    |  |

### Paraguay vs. Peru
| | Paraguay | 1 :                                                                                          | 2   | Peru |     |  |
| --- | -------- | -------------------------------------------------------------------------------------------- | --- | ---- | --- |  |
| Tennis Club de Argentino, Buenos Aires, Argentina 2. února 2011 antuka (venku) |          |                                                                                              |     |      |     |  |
| \| \| \| \| 1. \| 2. \| 3. \| \| \| -- \| \| -------------------------------------------------------------------------------------------- \| --- \| --- \| --- \| \| \| 1. \| \| Montserrat Gonzálezová Patricia Ku Floresová \| 2 6 \| 4 6 \| \| \| \| 2. \| \| Verónica Cepedeová Roygová Bianca Bottová \| 4 6 \| 1 6 \| \| \| \| 3. \| \| Verónica Cepedeová Roygová / Montserrat Gonzálezová Bianca Bottová / Ximena Silesová Lunaová \| 3 6 \| 6 3 \| 6 4 \| \| \| \| \| \| \| \| \| \| \| \| \| \| \| \| \| \| \| \| \| \| \| \| \| \| \| \| \| \| \| \| \| \| \| \| \| \| \| \| \| \| |          |                                                                                              |     |      |     |  |
| |          |                                                                                              | 1.  | 2.   | 3.  |  |
| 1. |          | Montserrat Gonzálezová Patricia Ku Floresová                                                 | 2 6 | 4 6  |     |  |
| 2. |          | Verónica Cepedeová Roygová Bianca Bottová                                                    | 4 6 | 1 6  |     |  |
| 3. |          | Verónica Cepedeová Roygová / Montserrat Gonzálezová Bianca Bottová / Ximena Silesová Lunaová | 3 6 | 6 3  | 6 4 |  |
| |          |                                                                                              |     |      |     |  |
| |          |                                                                                              |     |      |     |  |
| |          |                                                                                              |     |      |     |  |
| |          |                                                                                              |     |      |     |  |
| |          |                                                                                              |     |      |     |  |

### Argentina vs. Paraguay
| | Argentina | 1 :                                                                                       | 2    | Paraguay |     |  |
| --- | --------- | ----------------------------------------------------------------------------------------- | ---- | -------- | --- |  |
| Tennis Club de Argentino, Buenos Aires, Argentina 3. února 2011 antuka (venku) |           |                                                                                           |      |          |     |  |
| \| \| \| \| 1. \| 2. \| 3. \| \| \| -- \| \| ----------------------------------------------------------------------------------------- \| ---- \| ---- \| --- \| \| \| 1. \| \| Florencia Molinerová Montserrat Gonzálezová \| 65 7 \| 6 1 \| 6 3 \| \| \| 2. \| \| María Irigoyenová Verónica Cepedeová Roygová \| 4 6 \| 2 6 \| \| \| \| 3. \| \| Gisela Dulková / Florencia Molinerová Verónica Cepedeová Roygová / Montserrat Gonzálezová \| 0 6 \| 7 65 \| 5 7 \| \| \| \| \| \| \| \| \| \| \| \| \| \| \| \| \| \| \| \| \| \| \| \| \| \| \| \| \| \| \| \| \| \| \| \| \| \| \| \| \| \| |           |                                                                                           |      |          |     |  |
| |           |                                                                                           | 1.   | 2.       | 3.  |  |
| 1. |           | Florencia Molinerová Montserrat Gonzálezová                                               | 65 7 | 6 1      | 6 3 |  |
| 2. |           | María Irigoyenová Verónica Cepedeová Roygová                                              | 4 6  | 2 6      |     |  |
| 3. |           | Gisela Dulková / Florencia Molinerová Verónica Cepedeová Roygová / Montserrat Gonzálezová | 0 6  | 7 65     | 5 7 |  |
| |           |                                                                                           |      |          |     |  |
| |           |                                                                                           |      |          |     |  |
| |           |                                                                                           |      |          |     |  |
| |           |                                                                                           |      |          |     |  |
| |           |                                                                                           |      |          |     |  |

### Peru vs. Bolívie
| | Peru | 3 :                                                                                       | 0    | Bolívie |     |  |
| --- | ---- | ----------------------------------------------------------------------------------------- | ---- | ------- | --- |  |
| Tennis Club de Argentino, Buenos Aires, Argentina 3. února 2011 antuka (venku) |      |                                                                                           |      |         |     |  |
| \| \| \| \| 1. \| 2. \| 3. \| \| \| -- \| \| ----------------------------------------------------------------------------------------- \| ---- \| ---- \| --- \| \| \| 1. \| \| Patricia Ku Floresová María Paula Dehezaová \| 7 64 \| 6 4 \| \| \| \| 2. \| \| Bianca Bottová María Fernanda Álvarezová Teránová \| 6 2 \| 7 60 \| \| \| \| 3. \| \| Ximena Silesová Lunaová / Ferny Ángeles Pazová María Paula Dehezaová / Noelia Zeballosová \| 64 7 \| 6 3 \| 6 0 \| \| \| \| \| \| \| \| \| \| \| \| \| \| \| \| \| \| \| \| \| \| \| \| \| \| \| \| \| \| \| \| \| \| \| \| \| \| \| \| \| \| |      |                                                                                           |      |         |     |  |
| |      |                                                                                           | 1.   | 2.      | 3.  |  |
| 1. |      | Patricia Ku Floresová María Paula Dehezaová                                               | 7 64 | 6 4     |     |  |
| 2. |      | Bianca Bottová María Fernanda Álvarezová Teránová                                         | 6 2  | 7 60    |     |  |
| 3. |      | Ximena Silesová Lunaová / Ferny Ángeles Pazová María Paula Dehezaová / Noelia Zeballosová | 64 7 | 6 3     | 6 0 |  |
| |      |                                                                                           |      |         |     |  |
| |      |                                                                                           |      |         |     |  |
| |      |                                                                                           |      |         |     |  |
| |      |                                                                                           |      |         |     |  |
| |      |                                                                                           |      |         |     |  |

### Argentina vs. Peru
| | Argentina | 3 :                                                                    | 0   | Peru |    |  |
| --- | --------- | ---------------------------------------------------------------------- | --- | ---- | -- |  |
| Tennis Club de Argentino, Buenos Aires, Argentina 4. února 2011 antuka (venku) |           |                                                                        |     |      |    |  |
| \| \| \| \| 1. \| 2. \| 3. \| \| \| -- \| \| ---------------------------------------------------------------------- \| --- \| --- \| -- \| \| \| 1. \| \| Florencia Molinerová Patricia Ku Floresová \| 6 2 \| 6 3 \| \| \| \| 2. \| \| Gisela Dulková Bianca Bottová \| 6 0 \| 6 3 \| \| \| \| 3. \| \| Gisela Dulková / María Irigoyen Bianca Botto / Ximena Silesová Lunaová \| 6 0 \| 6 2 \| \| \| \| \| \| \| \| \| \| \| \| \| \| \| \| \| \| \| \| \| \| \| \| \| \| \| \| \| \| \| \| \| \| \| \| \| \| \| \| \| \| \| |           |                                                                        |     |      |    |  |
| |           |                                                                        | 1.  | 2.   | 3. |  |
| 1. |           | Florencia Molinerová Patricia Ku Floresová                             | 6 2 | 6 3  |    |  |
| 2. |           | Gisela Dulková Bianca Bottová                                          | 6 0 | 6 3  |    |  |
| 3. |           | Gisela Dulková / María Irigoyen Bianca Botto / Ximena Silesová Lunaová | 6 0 | 6 2  |    |  |
| |           |                                                                        |     |      |    |  |
| |           |                                                                        |     |      |    |  |
| |           |                                                                        |     |      |    |  |
| |           |                                                                        |     |      |    |  |
| |           |                                                                        |     |      |    |  |

### Paraguay vs. Bolívie
| | Paraguay | 2 : | 1   | Bolívie |     |  |
| --- | -------- | --- | --- | ------- | --- |  |
| Tennis Club de Argentino, Buenos Aires, Argentina 4. února 2011 antuka (venku) |          | |     |         |     |  |
| \| \| \| \| 1. \| 2. \| 3. \| \| \| -- \| \| -------------------------------------------------------------------------------------------------------------- \| --- \| --- \| --- \| \| \| 1. \| \| Montserrat Gonzálezová María Paula Dehezaová \| 6 4 \| 6 1 \| \| \| \| 2. \| \| Verónica Cepedeová Roygová María Fernanda Álvarezová Teránová \| 2 6 \| 1 6 \| \| \| \| 3. \| \| Verónica Cepedeová Roygová / Montserrat Gonzálezová María Fernanda Álvarezová Teránová / María Paula Dehezaová \| 4 6 \| 6 3 \| 6 3 \| \| \| \| \| \| \| \| \| \| \| \| \| \| \| \| \| \| \| \| \| \| \| \| \| \| \| \| \| \| \| \| \| \| \| \| \| \| \| \| \| \| |          | |     |         |     |  |
| |          | | 1.  | 2.      | 3.  |  |
| 1. |          | Montserrat Gonzálezová María Paula Dehezaová                                                                   | 6 4 | 6 1     |     |  |
| 2. |          | Verónica Cepedeová Roygová María Fernanda Álvarezová Teránová                                                  | 2 6 | 1 6     |     |  |
| 3. |          | Verónica Cepedeová Roygová / Montserrat Gonzálezová María Fernanda Álvarezová Teránová / María Paula Dehezaová | 4 6 | 6 3     | 6 3 |  |
| |          | |     |         |     |  |
| |          | |     |         |     |  |
| |          | |     |         |     |  |
| |          | |     |         |     |  |
| |          | |     |         |     |  |